# Izolacionismus

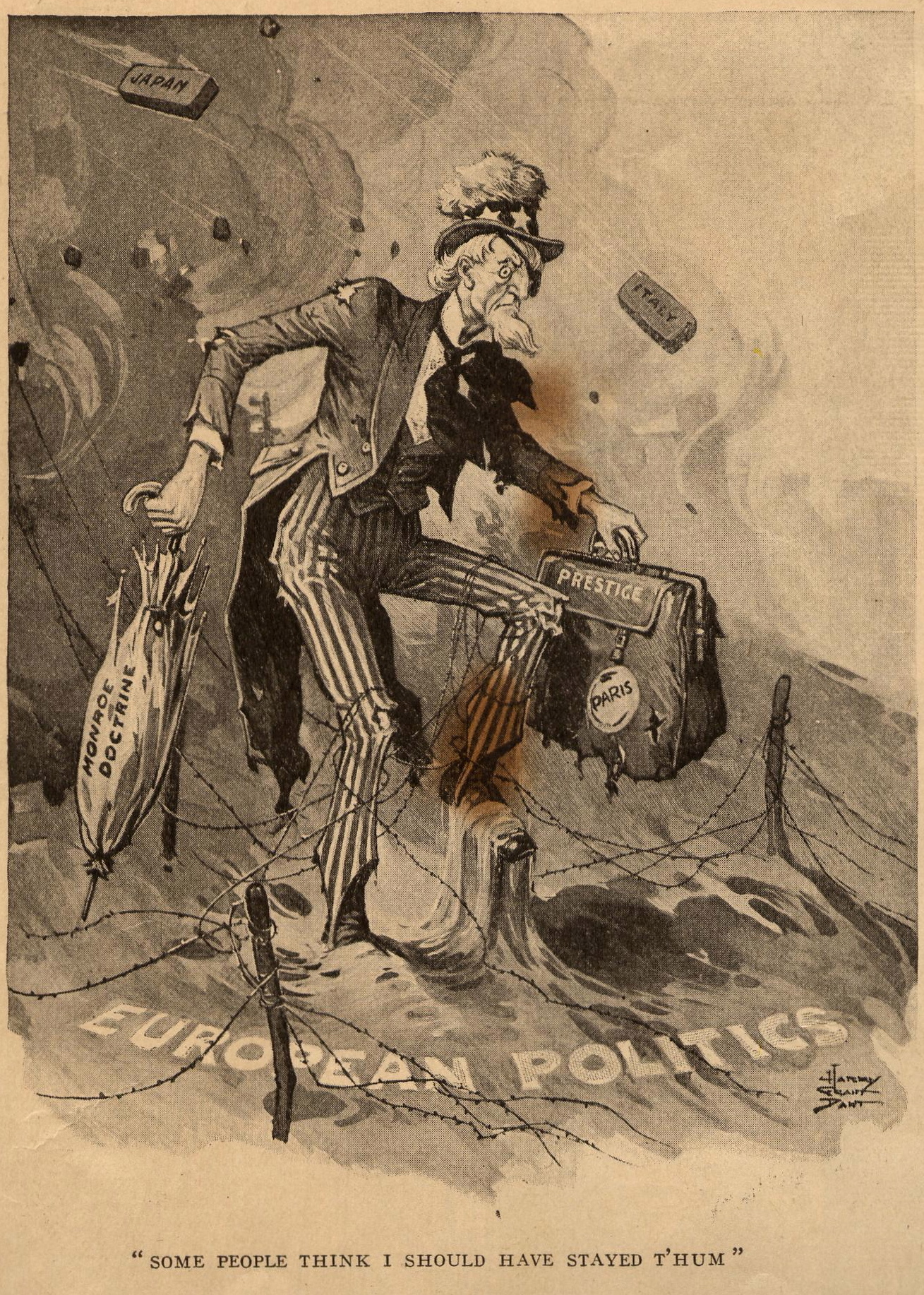
Izolacionistický plakát - Strýček Sam měl zůstat doma

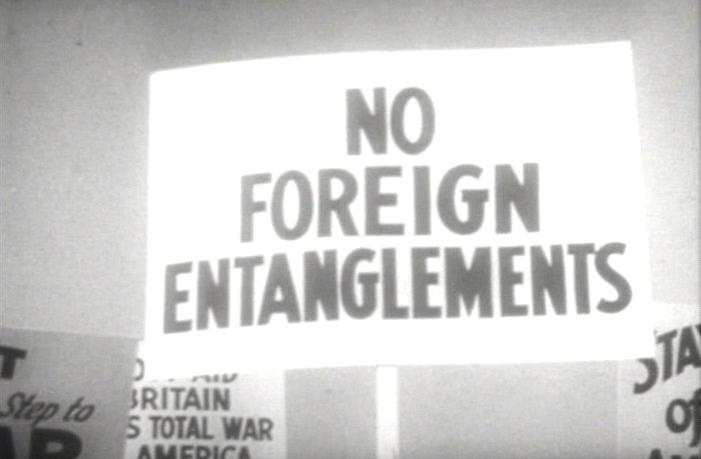
Neplést se do zahraničních věcí - transparent z amerického protestu proti vstupu USA do války před útokem na Pearl Harbor

Izolacionismus (z franc. isoler – odloučit, osamostatnit) je politická doktrína upřednostňující domácí politiku před zahraniční.
Obvykle kombinuje snahu minimálně se angažovat v zahraničí (odmítá vojenské a často i politické intervence ve věcech, které se přímo netýkají vlastního státu) a ekonomický protekcionismus. V dějinách se izolacionismus uplatňoval například v 30. letech 20. století v USA, kdy tehdejší vláda odmítla spolupracovat se státy zapojenými do konfliktů a věnovala se spíše domácím záležitostem. Ke změně tohoto přístupu došlo po druhé světové válce. V současné době praktikují izolacionismus různé státy, které se svým politickým zřízením neshodují se současnou mezinárodní scénou a bývají označované za nesvobodné či totalitní.

## Příklady izolacionistické politiky

### Čína
V Říši Středu byla tato politika uplatňována ve dvou obdobích:
V říši Ming od roku 1371 po dvě století a stal se významnou součástí bezpečnostní politiky. Hrozby Mongolů na severu a Japonců na jihu tehdy dominovaly politice vojenské i finanční. Politika zakázaného moře oslabovala vládu přesměrováváním zdrojů na nekončící konflikt s obchodníky, poškozovala ekonomiku a omezovala potenciálně obrovský zdroj příjmů z prodeje čínského zboží, ve světě vysoce žádaného a ceněného. Úřady nebyly schopny zákaz prosadit, obchod se zmilitarizoval a pokračoval jako ilegální pašeráctví. Roku 1567 se mingská vláda politiky zakázaného moře vzdala, což přineslo značný nárůst obchodu a ekonomický rozvoj pobřežních oblastí země.
Ve druhé polovině 17. století byly zákazy námořního obchodu opakovány říší Čching. Motivovány byly zejména snahou o podlomení pozic Čeng Čcheng-kunga, jihomingského loajalisty ovládajícího jihozápadní Tchaj-wan, a jeho nástupců.

### Japonsko
Sakoku (鎖国, "uzavřená země") byla izolacionistická zahraniční politika v období Edo (1603–1867). Zakladatel tohoto období Iejasua Tokugawy v zásadě podporoval zahraniční obchod (byť pronásledoval křesťany), jeho nástupci však již razili politiku co největší izolace spočívající nejen v obchodní a politické ale též v oblasti kulturní. Japonci nesměli cestovat za hranice. Nesměly se dovážet cizí knihy a podobně. Spojení se světem bylo omezeno jen na určité styky s Čínou, Portugalskem a Nizozemím prostřednictvím přístavu na ostrůvku Dedžima v Nagasaki. Motivací této politiky bylo rozkladný vliv, který mělo pronikaní katolického křesťanství a politická intervence (Španělů, Portugalců, Nizozemců,...) na japonskou společnost. Důsledkem této politiky se z Japonska stala izolovaná země bez vlivu na světové dění, která se v konečném důsledku ani nebyla schopná sama bránit.
V roce 1853 přinutil pod hrozbou dělostřelby americký komodor Matthew Perry japonskou vládu otevřít několik přístavů zahraničním lodím. Tento incident postupně přivedl k pádu aktuální vládu a poslední šógunát v Japonsku zanikl. Následovalo období Meidži charakteristické nadšeným přijímáním moderních vymožeností.

### Spojené státy americké
Uplatňovali v 30. letech 20. století, kdy tehdejší vláda odmítla spolupracovat se státy zapojenými do konfliktů a věnovala se spíše domácím záležitostem. Ke změně tohoto přístupu došlo po druhé světové válce. V USA v předválečné působilo několik protiválečných izolacionistických zájmových organizací. Nejvýraznější byl America First Committee.